# Magyar színművészeti lexikon
A Magyar színművészeti lexikon, alcímén A magyar színjátszás és drámairodalom enciklopédiája egy nagy terjedelmű, több kötetes művészeti lexikon az 1930-as évekből.

## Jellemzői
A Magyar színművészeti lexikon tekinthető az első, igazi magyar színházi nagylexikonnak. Ugyan korábban már két, hasonló témakörű mű is megjelent (szerk. Incze Henrik: Magyar színészeti lexikon, 1908–1910; és Némedy Gyula: A színháztudomány kis lexikona, 1911), azonban ezek terjedelme messze alulmúlta a Magyar színművészeti lexikonét, ráadásul Incze művének második kötete tulajdonképpen egy zenei lexikon volt.
A mű az ismert kritikus, Schöpflin Aladár szerkesztésében látott napvilágot, de anyagának összegyűjtője Erődi Jenő és Kürthy Emil volt. Kiadója az Országos Színészegyesület és Nyugdíjintézete, kiadási ideje: 1929–1931. A mű elé rövid ajánlást gróf Klebelsberg Kuno vallás- és közoktatásügyi miniszter, illetve Kertész K. Róbert vallás- és közoktatásügyi államtitkár írt. A mű teljes terjedelme 1934 nyomtatott oldal.
Az első kötet elején egy rövid történeti áttekintés olvasható a magyar színészet történetéről.
A műhöz hasonló terjedelmű munka nem jelent meg azóta magyar nyelven. Igényes színházi lexikon is csak az 1990-es években, ez volt a Magyar színházművészeti lexikon (főszerk. Székely György, Budapest, 1994).

## Munkatársak
A mű készítésben számos munkatárs működött közre. Teljes listájuk az I. kötet IV. és V. oldalán olvasható.

## Kiállítás
A kötetek nagy alakú, 20 x 27 cm-es fekete egész vászonkötésben jelentek meg, amelyen aranyozott stilizált népi motívumok voltak láthatók. Az oldalak kéthasábos szöveggel, és számos fekete-fehér képpel, illetve néhány színes melléklettel kerültek az olvasóközönség elé.
„Külön kell megemlékeznünk a lexikon illusztrációiról. E tekintetben is mennél nagyobb gazdagságra törekedtünk. Nemcsak a színészek arcképeit gyűjtöttük össze, hanem a színészetünkre vonatkozó egyéb illusztráció-anyagot is, úgy hogy illusztrációink mintegy szemléltetik színészetünk történetét. Az illusztrációk összeállításában nagy segítségünkre voltak a Nemzeti Múzeum és a Nemzeti Színház igazgatósága, Ernst Lajos kormányfőtanácsos úr, több megye és város, akik múzeumuk anyagát és több színházbarát, akik a birtokukban lévő színésztörténehui tárgyakat készséggel bocsátották rendelkezésünkre.”
A kiállítás munkáját a Thália-Kultúra Nyomdai Rt. végezte.

## Új kiadás
A műnek nem létezik fakszimile kiadása. Elektronikus formában a Készült a Wesley Egyház- és Vallásszociológiai Kutatóközpont 19-21. századi magyar elitek c. kutatása keretében dolgozták fel, és a Magyar Elektronikus Könyvtár honlapján ingyenesen olvasható. A kötetek az Arcanum Újságok honlapján is elérhetőek

## Kötetbeosztás
| Kötetszám  | Kötetcím                      | Kiadási év | Oldalszám |
| ---------- | ----------------------------- | ---------- | --------- |
| I. kötet   | Aágh Endre–Faust              | 1929       | 480       |
| II. kötet  | Favartné–Komjáti Ferenc       | 1929       | 464       |
| III. kötet | Komló-kert–Püspöki Imre       | 1930       | 504       |
| IV. kötet  | Rabatinszky Mária–Zwischenakt | 1931       | 486       |

## Egyéb irodalom
- Erődi Jenő In: Gulyás Pál: Magyar írók élete és munkái – új sorozat I–XIX. Budapest: Magyar Könyvtárosok és Levéltárosok Egyesülete. 1939–1944.  , 1990–2002, a VII. kötettől (1990–) sajtó alá rendezte: Viczián János